# چنبلو قشلاق
چنبلو قشلاق یک روستا در ایران است که در دهستان ارشق مرکزی واقع شده‌است. چنبلو قشلاق ۲۷ نفر جمعیت دارد.